# Desmosoma gigantea
Desmosoma gigantea là một loài chân đều trong họ Desmosomatidae. Loài này được Park miêu tả khoa học năm 1999.